# Amberlife
Edgaras Lubys, född 1983 i Klaipėda, är en litauisk sångare. Han är mer känd under sitt artistnamn Amberlife. Han har släppt fem studioalbum.

## Karriär
År 2003 fick han priserna "Årets debut" vid både Radiocentras Awards och Bravo Awards.
Han deltog i Litauens uttagning till Eurovision Song Contest 2004 med låten "In Your Eyes" och slutade på fjärde plats i den nationella finalen. Han försökte ännu en gång komma med i Eurovision Song Contest 2010 med låten "Material World" men slutade den här gången på elfte plats, näst sist i den nationella finalen.
År 2005 vann han priset "Årets sång" vid Radiocentras Awards för låten "My Lover's Gone" som han spelat in tillsammans med den lettiska sångerskan Ladybird. Samma låt fick även priset "Bästa sång" vid Bravo Awards samma år.

## Diskografi

### Studioalbum
- 2003 - My Way
- 2004 - In Your Eyes (begränsad upplaga)
- 2004 - In My Life
- 2007 - The Music Won't Stop
- 2009 - Deep Polar Night (begränsad upplaga)
- 2011 - Missing.lt

### Livealbum
- 2010 - Live at Home